# 贝内迪克特市镇

贝内迪克特市镇於斯洛維尼亞的位置

贝内迪克特市镇是斯洛文尼亞東北部的市镇，行政中心为貝內迪克特。市镇面積为24.1平方公里，2002年人口2,432。人口密度約100人/km2。

## 外部連結
- 维基共享资源上的相關多媒體資源：贝内迪克特市镇
- 官方网站  （斯洛文尼亚文）
- Municipality of Benedikt on Geopedia（页面存档备份，存于）